# Luís Tirelli
Luís Tirelli (Rio de Janeiro, 15 de agosto de 1883 — 13 de outubro de 1945) foi um político e jornalista brasileiro. Exerceu o mandato de deputado federal constituinte pelo Amazonas em 1934.

## Biografia

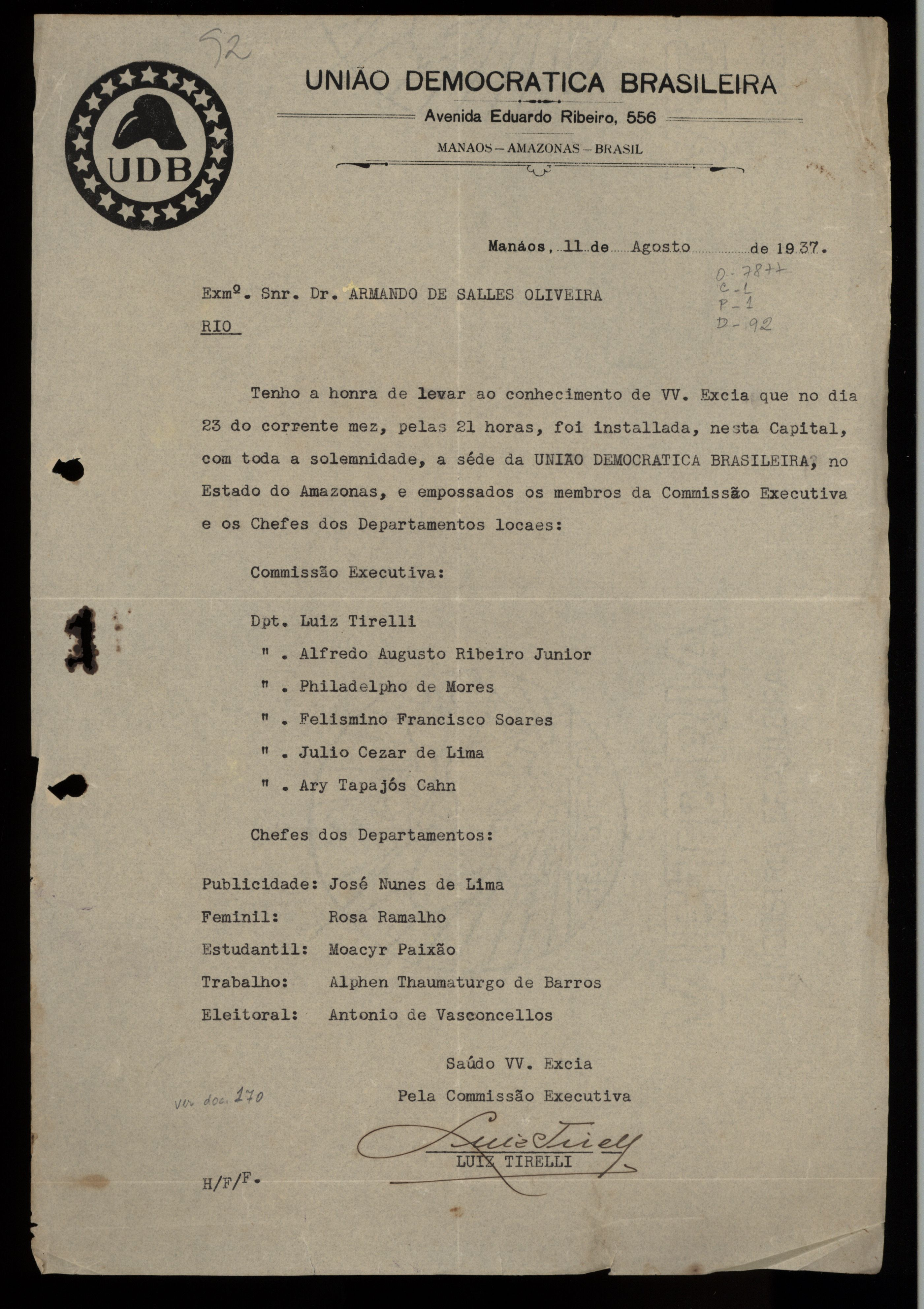
Carta enviada a Armando Salles de Oliveira sobre a instalação de sede da UDB em Manaus em 1937, assinada por Luís Tirelli. APESP

Filho de Rafael Tirelli e Maria Ferreira Tirelli, nasceu no Rio de Janeiro, na época em que a cidade era capital do império. 
Aos 29 anos, organizou a primeira Federação Marítima do Brasil, no Amazonas, e elegeu-se deputado estadual, mas renunciou antes das eleições. Mais velho, participou da Revolução de 1930 no Rio Grande do Norte, filiado à Aliança Liberal, como oficial do 29° Batalhão de Caçadores, comandando a Escola de Aprendizes Marinheiros, em Natal.
Em maio de 1933, elegeu-se deputado à Assembleia Nacional Constituinte pelo Partido Trabalhista Amazonense. Quando eleito, entre os trabalhos constituintes feitos, apresentou a emenda relativa à nacionalização dos serviços de cabotagem. 
Foi deputado federal pelo Partido Popular do Amazonas entre maio de 1935 até novembro de 1938, época em que foi implementado o Estado Novo e todos os órgãos legislativos do país foram dissolvidos. 
Também fundou o Jornal dos Marítimos, foi engenheiro técnico da The Texas Company e presidente de honra da Federação Trabalhista.